# Romance o růži
Romance o růži (ve francouzském originále La romance de la rose) je opereta o jednom dějství francouzského skladatele Jacquese Offenbacha z roku 1869. Oficiálními autory libreta byli Offenbachův častý spolupracovník Étienne Tréfeu (vl. jm. Étienne-Victor Tréfeu de Tréval) a novinář Jules Prével, vedle toho na něm spolupracoval Charles Nuitter (vl. jm. Charles-Louis-Étienne Truinet), rovněž autor nebo spoluautor textu k řadě Offenbachových děl. Měla premiéru 11. prosince 1869 v pařížském divadle Théâtre des Bouffes-Parisiens.

## Vznik, charakteristika a historie
Jacques Offenbach tuto operetu napsal na podzim roku 1869 za dvojím účelem. Prvním účelem bylo sloužit jako úvodní kus („lever de rideau“) k opéra bouffe Trebizondská princezna, kterou hrálo Théâtre des Bouffes-Parisiens od 7. prosince 1869 a se kterou Romance o růži sdílela libretisty Tréfeua a Nuittera. Druhým pak bylo uplatnit na jevišti tehdejší Offenbachovu milenku Louise Valtesse de la Bigne, která již v Bouffes-Parisiens dříve hrála menší role; pro ni byla napsána mluvená role excentrické Američanky Mistress Johnson.
Toto drobné dílo je spíše divadelní žert, velmi nenáročné inscenačně (jediná scenérie, pět postav, z toho jen dva pěvci a jeden zpívající herec) a svým groteskním dějem i prvky parodie připomínajícími Offenbachovy první buffonérie z 50. let 19. století. Podle Offenbachova českého životopisce Miroslava Šulce Romance o růži „zcela zjevně kopírovala Seňora Fagotta“, Offenbachovu o šest let starší aktovku. Titul pochází od ústřední melodie, kterou je irská lidová píseň The Last Rose of Summer, vydaná počátkem 19. století Thomasem Moorem, ale nesmírně zpopularizovaná operou Offenbachova dávného přítele Friedricha von Flotowa Marta (1847) jakožto Romance o růži. Marta patřila ve své době mezi nejhranější opery vůbec a sentimentální píseň o růži se stala všudypřítomným salónním kouskem, jehož obehranost je hlavním komickým motivem jinak dosti prosté zápletky Offenbachovy operety. Tato parodie se přirozeně nezavděčila všem a Laroussův operní slovník z roku 1881 – který si obecně velmi málo cenil Offenbacha jakožto „skladatele […] nejplodnějšího co do děl a nejneplodnějšího co do myšlenek, jaký kdy získal pozornost veřejnosti“ – žehral v tomto případě specificky i na libretisty: „Pánové groteskáři jsou skutečně neúprosní. Opravdu nemohli nechat tu rozkošnou irskou melodii v partituře Marty, kam ji tak úhledně zasadil pan de Flotow? Museli oškubat růži Thomase Moora na prknech Bouffes-Parisiens?“ Nejpopulárnější vlastní melodií operety byla „píseň o plukovníkovu psovi“, kterou autoři označili jako „scie d'atelier“ (tj. přibližně „cirkulárka“, monotónní a odpuzující melodie). Tuto píseň, jejíž refrén sestává ze štěkání a jejímž účelem v ději je vyvolat u hudbymilovné dámy znechucení, lze považovat za sebeironický odkaz na Offenbachovu operu se psí tematikou Barkouf z roku 1860, jež vyvolala soustředěný odpor divadelní kritiky. Autobiografická může být i postava operetního skladatele Octava. Dějištěm operety je tehdejší oblíbené letovisko pařížské buržoazie Trouville-sur-Mer v Normandii.
I když byla zejména hudba operety Romance o růži hodnocena příznivě, kritika i obecenstvo si operety málo všimly samostatně – vnímaly ji ve stínu Trebizondské princezny, která tvořila hlavní náplň večera. Sdílela však přízeň věnovanou Trebizondské princezně a spolu s ní zůstala na repertoáru divadla téměř do začátku prusko-francouzské války. (Slečna Valtessová však opustila svou roli a vůbec účinkování v divadle již v polovině ledna 1870; na počátku léta téhož roku pak kvůli ní vypukla zřejmě největší manželská krize mezi Jacquesem a Hérminií Offenbachovými.) Ve spojení s Trebizondskou princeznou pak byla Romance o růži v Bouffes-Parisiens znovu inscenována v roce 1875 (premiéra 16. února, hráno téměř po celý rok).
Romance o růži patří k nejopomíjenějším Offenbachovým dílům, do zahraničí (a tedy ani do českých zemí) prakticky nepronikla. Roku 1874 však práva k ní pro Itálii zakoupilo od vydavatele Branduse nakladatelství Sonzogno, aniž by byly doklady o jjích inscenacích v této zemi, a také v archivu španělské Sociedad General de Autores y Editores se zachovala její partitura a orchestrální materiál, což naznačuje, že se v 19. století hrála ve Španělsku. Překvapivou popularitu si ve své době získala v Dánsku. Poprvé ji uvedlo kodaňském Lidové divadlo (Folketeatret) 25. března 1870. Dánské znění překladatelů Augusta a Otty Zinckových neslo název Den sidste Rose. Později ji hrála kodaňská divadla Dagmarteatret (1883), Etablissement National (1889) a Nørrebros Teater (1896/97), jakož i Morskabstheatret ve Frederiksbergu (od 1875).
Díky své nenáročnosti a komickému potenciálu je Romance o růži ve Francii dosud předmětem zájmu především amatérských divadel – z novější doby např. inscenace z roku 2012 v pařížském Petit Théâtre de Naples v podání souboru Les Délassements Lyriques.
Opereta má předehru a pět zpěvních čísel.

## Osoby a první obsazení

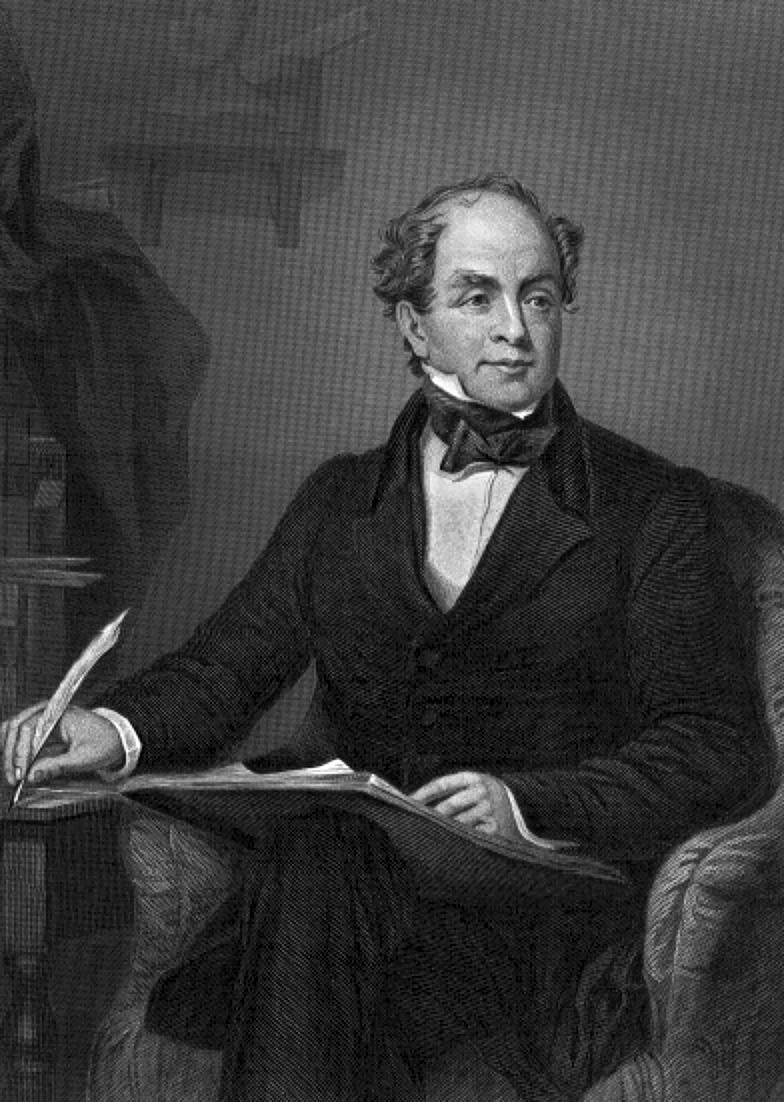
Thomas Moore

| osoba                          | hlasový obor  | světová premiéra (11.12.1869) |
| ------------------------------ | ------------- | ----------------------------- |
| Jean-Louis, námořník a plavčík | tenor (buffo) | Lacombe                       |
| Octave, hudební skladatel      | mluvená role  | Hamburger                     |
| Francisque, malíř              | tenor         | Victor                        |
| Rébecca, jeho žena             | soprán        | Périer                        |
| Mistress Johnson, Američanka   | mluvená role  | Louise Valtesse de la Bigne   |
| Dirigent:                      | Dirigent:     | Jacques Offenbach             |

## Děj operety

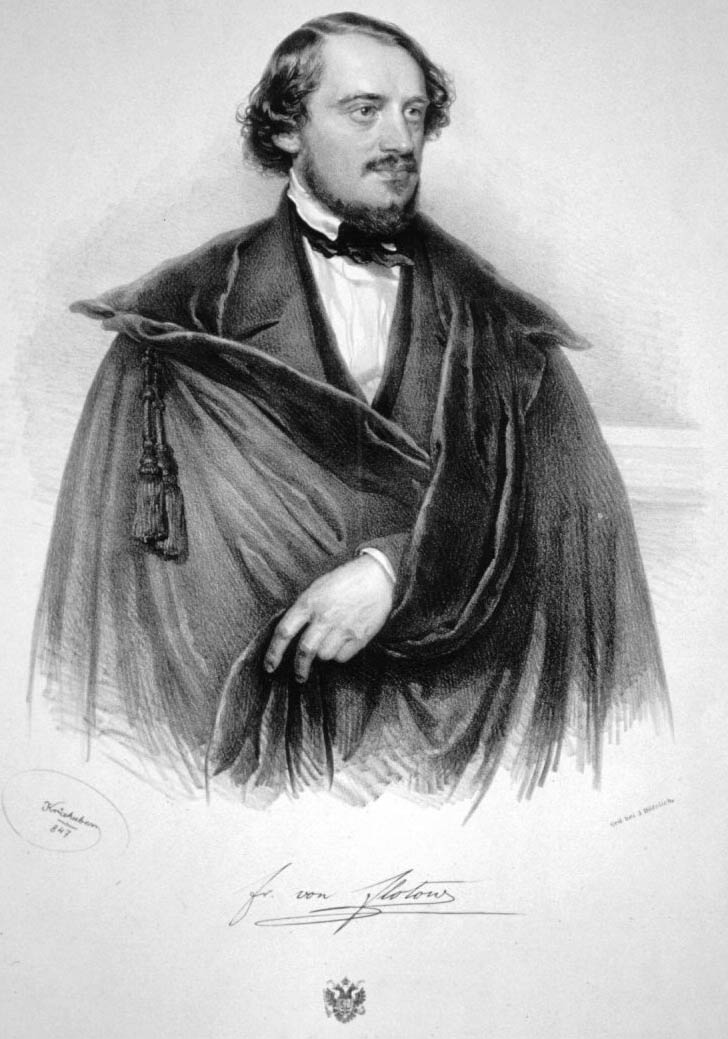
Friedrich von Flotow, jehož opera Marta proslavila titulní „Romanci o růži“.

(Mezi pavilony u mořského břehu v Trouville) Jean-Louis, plavčík pro dámy, má rád své povolání, při němž pomáhá dámám s koupáním – vidí přitom leccos, co málokterý jiný muž, a řada dam je půvabná. Momentálně jej nejvíce vábí americká turistka Mistress Johnson. Z nedaleka je slyšet někoho zpívat Romanci o růži. Paní Johnsonová blaženě naslouchá. Její nadšený potlesk s nelibostí pozoruje paní Rébecca, protože zpěvákem byl její muž, malíř Francisque. Přízeň Američanky však ve skutečnosti patří jejich známému, hudebnímu skladateli Octavovi. Obě dámy se jdou v doprovodu Jeana-Louise vykoupat a zanechávají Francisqua a Octava na břehu. Francisque se vyptává svého přítele, proč je poslední týden tak zasmušilý, a zejména proč jej nutí každý den několikrát zpívat tutéž píseň, Romanci o růži. Octave vysvětlí jen tolik, že on sám – ač operetní skladatel – má hlas jako nakřáplý hrnec, zatímco Francisque má zvučný tenor; zbytek je jeho tajemstvím.
Teprve o samotě vysvětluje Octave vše divákům: nedávno při lázeňském koncertu hrál variace na Romanci o růži a jakási okouzlující dáma – Mistress Johnson – mu velmi aplaudovala. Druhý den ho zastavila a děkovala mu, že jí zazpíval pod oknem tuto její oblíbenou píseň. Zmýlila se sice a melodii si prozpěvoval Francisque, ale Octave využil omylu Američanky. Nyní nutí přítele zpívat tutéž píseň pod jejím oknem, přičemž ji udržuje v domnění, že zpěvákem je on sám.
Avšak potíže hrozí ze strany Francisquovy ženy Rébeccy, která je velmi žárlivá a svému choti vyčítá, že na pláži pokukuje po ostatních ženách; malíř se jen chabě brání (č. 1 duet Allez, j'ai deviné, je gage… Je prends l'air). Navíc jí je manželovo prozpěvování podezřelé a tuší, že ta romance je jakýsi milostný signál.
Mistress Johnson přes Jean-Louisovo naléhání nechce své dnešní koupání prodloužit (č. 2 kuplety Au sein des flots, belle naïade). Američanka se dotěrného plavčíka stěží zbavuje. V hovoru s Francisquem pak sděluje, že je bohatá vdova. Svého nebožtíka manžela příliš neželí, ale Romance pro růži jí ho vždycky v dobrém připomíná. Rád ji totiž zpívával svým hrubě falešným hlasem, a tak kdykoli paní Johnsonová slyší tuto píseň znít správně, zahřeje ji u srdce myšlenka na to, že už svého chotě nikdy neuslyší. Vyptává se současně Francisqua na Octava; zejména ji zajímá, zda je svobodný.
Při této konverzaci je překvapí Rébecca a hned má na svého muže nejčernější podezření. A paní Johnsonové, která se jí toto podezření snaží vyvrátit, jen opakuje své přesvědčení, že všichni muži jsou podlá havěť (č. 3 arieta Non, je ne puis me contraindre).
I přispěchavší Octave se snaží Rébeccu uklidnit a vysvětlit jí situaci. Francisque se prořekne, že rád zpívá, a Mistress Johnson ho žádá o ukázku. Octave přítele prosí, aby nedal svůj hlas poznat, a Rébecca ho varuje, aby s Američankou zpěvem nelaškoval. Francisque oběma vyhoví tím, že zpívá zvlášť odpornou píseň o plukovníkově psovi (č. 4 píseň Un colonel avait un chien). Tento zpěv paní Johnsonové nemile připomíná zpěv jejího manžela, takže lest se zdařila. Američanka nyní žádá Octava, aby jí zazpíval Romanci o růži. Ten předstírá velkou ostýchavost a slibuje zazpívat, jen když se na něj přitom nebude Mistress Johnson dívat – a pak za sebe nechává zazpívat „na playback“ Francisqua. Vdova je opět nadšena a žádá ihned Octava, aby se s ní oženil. Dává mu deset minut na rozhodnutí (č. 5 kvartet Ton destin, belle rose… Oh very good! Oh very well!... Son voix m'enflamme).
Octave by rád nabídku přijal, ale co když po něm bude jeho nastávající znovu chtít zazpívat Romanci o růži a podvod vyjde najevo? Francisque má plán a Octave i Rébecca mu pomohou s jeho uskutečněním. Využijí i bláhového Jeana-Louise, který přichází s kytarou a rád by hudbymilovnosti bohaté Američanky rovněž využil. Na Rébeččinu radu vítá vracející se Mistress Johnson svou verzí Romance o růži. K jeho hlasu a rozladěné kytaře se přidává z Octavova pokoje podobně rozladěný klavír, zpoza plotu spustí stejnou melodii skřípavý klarinet jakéhosi žebráka a nakonec se přidá za scénou i lázeňská kutálka. Tato hrozná kakofonie vede k zamýšlenému cíli – znechutí paní Johnsonové Romanci o růži tak dokonale, že jí musí Octave slíbit, že ji od něj už nikdy neuslyší. To Octave s radostí odpřisáhne a všichni končí zanotováním písně o plukovníkovu psovi (finále Le chien du colonel, messieurs).

## Instrumentace
Dvě flétny (2. též pikola), hoboj, dva klarinety C, fagot, dva lesní rohy C, dvě trubky C, pozoun, tympány, bicí souprava, smyčcové nástroje (housle, violy, violoncella, kontrabasy).